# Opowieść o polnych kurkach
Opowieść o polnych kurkach (ros. Оранжевое горлышко, Oranżewoje gorłyszko) – radziecki krótkometrażowy film animowany z 1954 roku w reżyserii Aleksandry Snieżko-Błockiej i Władimira Połkownikowa. Adaptacja bajki Witalija Biankiego.

## Fabuła
W łanie żyta z kuropatwami sąsiaduje skowronek, który nie może się nadziwić organizacji życia rodzinnego u Kuperka i jego żony. Kuperek lubi rywalizować o wszystko z drugim kogucikiem, Czubkiem. Jednak w momencie, gdy sokół porywa żonę Czubka, to rywal wraz z żoną opiekują się jego dziećmi. 

## Obsada
Walentina Tielegina, Marija Babanowa, Irina Goszewa, Jurij Miedwiediew, Gieorgij Wicyn, Galina Nowożyłowa

## Animatorzy
Faina Jepifanowa, Boris Butakow, Tatjana Taranowicz, Boris Miejerowicz, Igor Podgorski, Fiodor Chitruk, Rienata Mirienkowa, Wiaczesław Kotionoczkin, Lew Popow

## Wersja polska
Seria: Bajki rosyjskie (odc. 28)
W wersji polskiej udział wzięli:
- Cezary Kwieciński
- Paweł Szczesny
- Beata Jankowska
- Małgorzata Sadowska
- Ryszard Olesiński

I inni
Realizacja:
- Reżyseria: Stanisław Pieniak
- Dialogi: Stanisława Dziedziczak
- Opracowanie muzyczne: Janusz Tylman
- Dźwięk: Robert Mościcki, Jan Jakub Milęcki, Joanna Fidos
- Montaż: Jolanta Nowaczewska
- Kierownictwo produkcji: Krystyna Dynarowska
- Opracowanie: Telewizyjne Studia Dźwięku – Warszawa
- Lektor: Jacek Bończyk